# Чемпіонат світу з плавання в ластах 2022
Чемпіонат світу з плавання в ластах 2022 року в приміщені проходив з 20 по 23 липня у Калі (Колумбія) у Центрі водних видів спорту «Hernando Botero O'Byrne».
Через російське вторгнення в Україну до участі в змаганнях не були допущені спортсмени Росії і Білорусі.

## Медальний залік
*   Країна-господарка ( Колумбія)
| Місце                | Країна               | Золото | Срібло | Бронза | Загалом |
| -------------------- | -------------------- | ------ | ------ | ------ | ------- |
| 1                    | Угорщина             | 10     | 7      | 4      | 21      |
| 2                    | КНР                  | 8      | 1      | 4      | 13      |
| 3                    | Україна              | 4      | 2      | 3      | 9       |
| 4                    | Німеччина            | 3      | 3      | 8      | 14      |
| 5                    | Польща               | 2      | 0      | 2      | 4       |
| 6                    | Південна Корея       | 1      | 6      | 2      | 9       |
| 7                    | Колумбія*            | 1      | 4      | 2      | 7       |
| 8                    | Франція              | 1      | 1      | 1      | 3       |
| 8                    | Хорватія             | 1      | 1      | 1      | 3       |
| 10                   | Китайський Тайбей    | 1      | 0      | 0      | 1       |
| 11                   | Італія               | 0      | 3      | 0      | 3       |
| 12                   | Греція               | 0      | 2      | 1      | 3       |
| 13                   | Словаччина           | 0      | 1      | 1      | 2       |
| 14                   | Іспанія              | 0      | 1      | 0      | 1       |
| 15                   | Туреччина            | 0      | 0      | 2      | 2       |
| 16                   | Єгипет               | 0      | 0      | 1      | 1       |
| Загалом (16 збірних) | Загалом (16 збірних) | 32     | 32     | 32     | 96      |

## Переможці змагань

### Чоловіки
| Змагання              | Золото | Золото   | Срібло | Срібло   | Бронза | Бронза   |
| --------------------- | --- | -------- | --- | -------- | --- | -------- |
| 50 m surface          | Філіп Стрікінац Хорватія                                                                                               | 15.18    | Маурісіо Фернадез Колумбія | 15.33    | Макс Пошарт Німеччина                                                                                         | 15.34    |
| 100 m surface         | Макс Пошарт Німеччина                                                                                                  | 34.09    | Філіп Стрікінац Хорватія | 34.82    | Юстус Мьорстедт Німеччина                                                                                     | 34.95    |
| 200 m surface         | Адам Букор Угорщина | 1:21.28  | Нандор Кісс Угорщина | 1:21.56  | Юстут Мьорстедт Німеччина                                                                                     | 1:22.04  |
| 400 m surface         | Нандор Кісс Угорщина                                                                                                   | 2:56.07  | Алекс Можар Угорщина | 2:59.75  | Дерін Топарлак Туреччина                                                                                      | 3:01.44  |
| 800 m surface         | Нандор Кісс Угорщина                                                                                                   | 6:21.04  | Алекс Можар Угорщина | 6:23.64  | Юн Йон Чжун Південна Корея                                                                                    | 6:25.38  |
| 1500 m surface        | Олексій Захаров Україна                                                                                                | 12:29.89 | Алекс Можар Угорщина | 12:34.30 | Дерін Топарлак Туреччина                                                                                      | 12:38.10 |
|                       | |          | |          | |          |
| 50 m bi-fins          | Шимон Кропідловські Польща                                                                                             | 18.55    | Марко Орсі Італія | 18.71    | Хрістос Боніас Греція                                                                                         | 19.04    |
| 100 m bi-fins         | Шимон Кропідловські Польща                                                                                             | 41.11 WR | Кім Мін Кіонг Південна Корея | 42.07    | Пийтер Голода Угорщина                                                                                        | 42.30    |
| 200 m bi-fins         | Келен Чепльо Угорщина                                                                                                  | 1:35.69  | Хрістос Калайцопулос Греція | 1:35.76  | Бенсе Ленг'єлтоті Угорщина                                                                                    | 1:35.84  |
| 400 m bi-fins         | Бенсе Ленг'єлтоті Угорщина                                                                                             | 3:31.36  | Хрістос Калайцопулос Греція | 3:32.89  | Келен Чепльо Угорщина                                                                                         | 3:33.18  |
|                       | |          | |          | |          |
| 50 m apnea            | Zhang Siqian КНР | 14.07    | Park Tae-ho Південна Корея | 14.10    | Tong Zhenbo КНР                                                                                               | 14.20    |
|                       | |          | |          | |          |
| 100 m immersion       | Tong Zhenbo КНР | 31.32    | Park Tae-ho Південна Корея | 31.48    | Max Poschart Німеччина                                                                                        | 31.71    |
| 400 m immersion       | Yoon Young-joong Південна Корея                                                                                        | 2:43.00  | Justus Mörstedt Німеччина | 2:50.23  | Hugo Meyer Франція                                                                                            | 2:51.66  |
|                       | |          | |          | |          |
| 4×100 m surface relay | Німеччина Robert Golenia (36.20) Malte Striegler (34.54) Justus Mörstedt (33.92) Max Poschart (33.73) Sidney Zeuner[a] | 2:18.39  | Колумбія Juan Duque (35.45) Juan Ocampo (34.58) Mauricio Fernández (34.43) Juan Rodríguez (34.64) Willington Valencia[a] Marlon Tovar[a] Juan Giraldo[a] | 2:19.10  | Угорщина Alex Mozsár (36.27) Nándor Kiss (35.55) Matthew Hamlin (36.16) Ádám Bukor (35.37) Sándor Pázmányi[a] | 2:23.35  |
| 4×200 m surface relay | Угорщина Alex Mozsár (1:20.91) Nándor Kiss (1:20.96) Matthew Hamlin (1:25.97) Ádám Bukor (1:19.35)                     | 5:27.19  | Колумбія Juan Ocampo (1:24.25) Juan Rodríguez (1:22.88) Willington Valencia (1:23.35) Juan Giraldo (1:19.93)                                             | 5:30.41  | Німеччина Robert Golenia (1:22.96) Justus Mörstedt (1:22.13) Duncan Gaida (1:26.80) Max Poschart (1:19.56)    | 5:31.45  |

a  Плавці, які брали участь лише в попередніх запливах і отримали медалі.

### Жінки
| Змагання              | Золото | Золото   | Срібло | Срібло   | Бронза | Бронза   |
| --------------------- | --- | -------- | --- | -------- | --- | -------- |
| 50 m surface          | Ху Яояо КНР | 17.18    | Крістіна Варга Угорщина                                                                                             | 17.65    | Шу Ченджин КНР | 17.66    |
| 100 m surface         | Паула Агуірре Колумбія                                                                                              | 39.40    | Шу Ченджин КНР | 39.47    | Вікторія Уварова Україна | 40.09    |
| 200 m surface         | Сюй Ічуань КНР | 1:29.52  | Софія Гречко Україна                                                                                                | 1:30.29  | Дора Бассі Хорватія | 1:31.32  |
| 400 m surface         | Софія Гречко Україна                                                                                                | 3:18.03  | Анастасія Антоняк Україна                                                                                           | 3:19.23  | Йогання Шикора Німеччина | 3:20.21  |
| 800 m surface         | Софія Гречко Україна                                                                                                | 7:02.20  | Йоганна Шикора Німеччина                                                                                            | 7:03.24  | Елена Пошарт Німеччина | 7:07.35  |
| 1500 m surface        | Йоганна Шикора Німеччина                                                                                            | 13:39.17 | Елена Пошарт Німеччина                                                                                              | 13:51.86 | Нада Магді Гаґрасс Єгипет | 13:58.00 |
|                       | |          | |          | |          |
| 50 m bi-fins          | Петра Шенанскі Угорщина                                                                                             | 20.89    | Чой Мін Джі Південна Корея                                                                                          | 21.88    | Антоніна Дудек Польща | 22.13    |
| 100 m bi-fins         | Петра Шенанскі Угорщина                                                                                             | 45.79    | Чой Мін Джі Південна Корея                                                                                          | 48.23    | Зузана Грашкова Словаччина | 48.28    |
| 200 m bi-fins         | Хі Пінлі Китайський Тайбей                                                                                          | 1:46.67  | Зузана Грашкова Словаччина                                                                                          | 1:46.94  | Ірина Пікінер Україна | 1:47.32  |
| 400 m bi-fins         | Дороття Пернєш Угорщина                                                                                             | 3:51.63  | Лаура Франчін Італія                                                                                                | 3:52.96  | Софія Ламах Україна | 3:53.48  |
|                       | |          | |          | |          |
| 50 m apnea            | Шу Ченджин КНР | 15.95    | Паула Агуірре Колумбія                                                                                              | 16.08    | Сео Уйджін Південна Корея | 16.11    |
|                       | |          | |          | |          |
| 100 m immersion       | Шу Ченджин КНР | 35.97    | Мейвен Хамон Франція                                                                                                | 36.87    | Сюй Ічуань КНР | 36.93    |
| 400 m immersion       | Менон Дуйє Франція                                                                                                  | 3:03.02  | Іраті Лакунза Іспанія                                                                                               | 3:05.26  | Сюй Ічуань КНР | 3:07.64  |
|                       | |          | |          | |          |
| 4×100 m surface relay | КНР Шу Ченджин (39.13) Ху Яояо (39.53) Чекн Сіджа (41.55) Сюй Ічуань (38.54)                                        | 2:38.75  | Угорщина Лілла Блашек (40.98) Сара Суба (39.72) Петра Шенанскі (41.19) Крістіна Варга (38.65)                       | 2:40.54  | Колумбія Грейс Фернандез (40.75) Вівіана Ретамозо (41.14) Діана Морено (39.33) Паула Агуірре (39.45) Валентина Діаго[б] Марія Лопера[б] Ніколь Ортега[б] | 2:40.65  |
| 4×200 m surface relay | Україна Софія Гречко (1:31.89) Вікторія Уварова (1:32.10) Анастасія Макаренко (1:32.57) Анастасія Антоняк (1:30.24) | 6:06.80  | Угорщина Сара Суба (1:33.80) Крістіна Варга (1:34.27) Аніта Сабо (1:32.24) Лілла Блашек (1:31.21) Петра Шенанскі[б] | 6:11.52  | Німеччина Йоганна Шикора (1:32.93) Мішель Рютце (1:32.31) Елена Пошарт (1:33.69) Надя Бартель (1:33.22) Ліса Детлофф[б]                                  | 6:12.15  |

б  Плавчині, які брали участь лише в попередніх запливах і отримали медалі.

### Змішані
| Змагання                  | Золото | Золото  | Срібло                                                                                                   | Срібло  | Бронза | Бронза  |
| ------------------------- | --- | ------- | --- | ------- | --- | ------- |
| 4×50 m surface relay      | КНР Zhang Siqian (15.79) Shu Chengjing (17.08) Hu Yaoyao (16.60) Tong Zhenbo (14.89) Shan Yongan[в] Wang Zhihao[в]   | 1:04.36 | Південна Корея Park Zi-u (15.83) Seo Ui-jin (17.27) Park Tae-ho (14.77) Kim Ga-in (17.18) Lee Kwan-ho[в] | 1:05.05 | Колумбія Juan Rodríguez (16.05) Grace Fernández (18.06) Paula Aguirre (16.68) Mauricio Fernández (14.49) Marlon Tovar[в] Diana Moreno[в] Valentina Diago[в] | 1:05.28 |
|                           | |         | |         | |         |
| Естафета в ластах 4×100 м | Угорщина Пийтер Голода (41.88) Kelen Cséplő (41.90) Krisztina Varga (47.42) Петра Шенанскі (45.10) Matthew Hamlin[в] | 2:56.30 | Італія Laura Franchin (50.08) Riccardo Romano (42.09) Viola Magoga (48.66) Марко Орсі (40.25)            | 3:01.08 | Польща Szymon Kropidłowski (40.87) Antonina Dudek (48.01) Julia Małachowska (48.99) Bartosz Makowski (43.25)                                                | 3:01.12 |

в  Плавці, які брали участь лише в попередніх запливах і отримали медалі.